# Jurij Jakimov
Jurij Aleksandrovitj Jakimov (på russisk: Юрий Александрович Якимов) (født 28. februar 1953 i Sjakhtjorsk, Sovjetunionen) er en russisk tidligere roer.
Jakimov vandt sølv i dobbeltfirer for Sovjetunionen ved OL 1976 i Montreal. Bådens øvrige besætning var Jevgenij Dulejev, Aivars Lazdenieks og Vytautas Butkus. Den sovjetiske båd blev i finalen besejret af Østtyskland, mens Tjekkoslovakiet tog bronzemedaljerne.
Jakimov vandt desuden både en sølv- og en bronzemedalje ved VM i roning.

## OL-medaljer
- 1976:  Sølv i dobbeltfirer